# 石田ゆうすけ
石田 ゆうすけ（いしだ ゆうすけ）は、日本の旅行ライター。

## 来歴
和歌山県出身。京都産業大学経済学部在学中の1989年に自転車で日本一周を達成。大学卒業後、2002年に自転車で世界一周を達成。2003年、「行かずに死ねるか！」を出版。
「行かずに死ねるか！」を初めとする3部作は韓国、台湾、中国でも発売され、累計30万部を超えた。
作家としての活動の傍ら、全国の学校や企業で講演も行っている。

## 著書
- 「行かずに死ねるか!―世界9万5000km自転車ひとり旅 」実業之日本社 2003年
- 「いちばん危険なトイレといちばんの星空―世界9万5000km自転車ひとり旅〈2〉」実業之日本社 2005年
- 「洗面器でヤギごはん 世界9万5000km 自転車ひとり旅III」実業之日本社 2006年
- 「道の先まで行ってやれ!―自転車で、飲んで笑って、涙する旅」幻冬舎 2009年
- 「地図を破って行ってやれ! 自転車で、食って笑って、涙する旅」幻冬舎 2013年